# 路易斯·贝伦
路易斯·贝伦（英語：Louis Baillon，1881年8月5日—1965年9月9日），英格兰前男子曲棍球运动员。他曾代表英国国家队参加1908年夏季奥林匹克运动会曲棍球比赛，获得一枚金牌。